# Rađenovići (Czarnogóra)
Rađenovići (cyr. Рађеновићи) – wieś w Czarnogórze, w gminie Budva. W 2003 roku pozostawała niezamieszkana.